# Matt Ryan (roer)
Matthew "Matt" Ryan (født 23. juni 1984 i Sydney, Australien) er en australsk tidligere roer.
Matt Ryan gjorde første gang indtryk på den internationale roscene, da han var med til at vinde guld ved junior-VM i 2002 i firer med styrmand. Som senior skiftede han lidt mellem otteren og fireren uden styrmand. I OL-året 2008 roede han firer uden styrmand sammen med James Marburg, Cameron McKenzie-McHarg og Francis Hegerty, og denne besætning deltog også i OL 2008 i Beijing. Australierne vandt deres indledende heat og blev nummer to i semifinalen, slået af den britiske båd. I finalen gentog dette sig: Briterne vandt guld med et pænt forspring, mens australierne på andenpladsen ligeledes var et pænt stykke foran Frankrig på tredjepladsen.
Ved VM i 2010 vandt han med den australske firer uden styrmand igen sølv, igen efter Storbritannien, og ved VM i 2011 roede han otter, hvor australierne blev nummer fire, mens de ved OL 2012 i London opnåede en sjetteplads. Ryan roede én sæson mere i otteren, i 2015, inden han indstillede sin internationale karriere.

## OL-medaljer
- 2008:  Sølv i firer uden styrmand